# Eigenfrequentie
Een eigenfrequentie van een systeem is een van de frequenties waarmee een systeem zal gaan trillen als het vanuit een evenwichtspositie wordt bewogen en vervolgens wordt losgelaten. Eigenfrequenties zijn doorgaans oplossingen van differentiaalvergelijkingen zoals die kunnen worden opgesteld voor een mechanisch of elektrisch trillingssysteem. De eigenfrequenties zijn dan de eigenwaarden van een bijbehorende differentiaaloperator.
Wanneer het systeem door middel van een periodieke kracht op een eigenfrequentie wordt aangestoten, kan resonantie optreden.
Harmonischen, en meer algemeen deeltonen in een frequentiespectrum, zijn doorgaans eigenfrequenties van het gemeten systeem.
Veel voorwerpen hebben een of meer eigenfrequenties. Een toepassing daarvan is een stemvork. Doordat de stemvork altijd met dezelfde frequentie trilt, laat deze ook altijd dezelfde toon horen. Een slinger heeft maar één eigenfrequentie. Deze is niet afhankelijk van de massa, maar wel van de slingerlengte.
Een geregeld systeem kan door instabiliteit in een eigenfrequentie gaan oscilleren/resoneren (trillen).

## Massa-veersysteem
De eigenfrequentie {\displaystyle f_{0}} van een massa-veer systeem wordt bepaald door:
{\displaystyle f_{0}={\frac {1}{2\pi }}{\sqrt {\frac {k}{m}}}}
Daarin is
{\displaystyle k} de veerconstante in N/m
{\displaystyle m} de massa  in kg van het object
{\displaystyle f_{0}} de frequentie in Hz